# Giocondo Maria Grotti
Giocondo Maria Grotti OSM (* 13. März 1928 in Pieve di Budrio, Emilia-Romagna, Italien; † 28. September 1971 in Sena Madureira, Acre, Brasilien) war ein italienischer römisch-katholischer Ordensgeistlicher und Prälat von Acre e Purus in Brasilien.

## Leben
Giocondo Maria Grotti trat der Ordensgemeinschaft der Serviten bei und empfing am 7. Juni 1952 die Priesterweihe.
Papst Johannes XXIII. ernannte ihn am 16. November 1962 zum Prälaten von Acre e Purus. Am 8. Juli 1965 ernannte ihn Papst Paul VI. zum Titularbischof von Thunigaba. Der Apostolische Nuntius in Brasilien, Erzbischof Sebastiano Baggio, spendete ihm am 22. August desselben Jahres die Bischofsweihe. Mitkonsekratoren waren der Erzbischof von Manaus, João de Souza Lima OCist, und der Prälat von Porto Velho, João Batista Costa SDB.
Giocondo Maria Grotti nahm an der zweiten, dritten und vierten Sitzungsperiode des Zweiten Vatikanischen Konzils als Konzilsvater teil. Mit großem Engagement setzte er sich im Konzil, insbesondere in den Debatten über das Dekret Ad gentes, für neue, mutige Schritte zur Inkulturation des Evangeliums ein. Tatkräftig förderte er die Basisgemeinden in seinem Bistum und die Sozialpastoral. Er starb im Alter von nur 43 Jahren bei einem Flugzeugabsturz in Sena Madureira.